# Zasady nazywania okrętów japońskich
Zasady nazywania okrętów japońskich różnią się od tych przyjętych na Zachodzie. Japońskie okręty na przykład nigdy nie są nazywane od imienia bądź nazwiska jakiejkolwiek osoby.

## Wczesne zasady
Do czasu restauracji Meiji okrętom floty cesarskiej nazwy przydzielał siogun. Większość japońskich okrętów należała jednak do daimyō – lokalnych władców feudalnych – i to oni nadawali im nazwy. W obu tych przypadkach przy nadawaniu nazw nie obowiązywały żadne reguły.
Odkąd utworzono Japońską Cesarską Marynarkę Wojenną, wszelkie nazwy okrętów były zatwierdzane przez cesarza.
Nazwy okrętów zdobytych podczas pierwszej wojny chińsko-japońskiej zostały zmienione na zgodne z japońską wymową – np. Chen Yuan przemianowano na Chin’en.
W 1876 japońskie Ministerstwo Marynarki Wojennej otrzymało zgodę na nazywanie łodzi torpedowych bez zgody cesarza. W 1902 uprawnienia te rozszerzono także na niszczyciele. W praktyce jednak już wcześniej cesarz nie ingerował w nazewnictwo tych okrętów.
W 1895 japoński minister marynarki wojennej zaproponował ustanowienie jednolitego standardu nazewnictwa. Zaproponował, aby pancerniki i krążowniki nazywane były od nazw prowincji lub świątyń. Cesarz zaakceptował pomysł i od tego czasu pancerniki nazywano od nazw prowincji.

## Druga wojna światowa
Oto kompletny system zasad nadawania nazw okrętom japońskim:
- lotniskowce – ptaki lub mityczne stworzenia latające
  - „Hiryū” (飛龍) – lecący smok
  - „Jun'yō” (隼鷹) – sokół wędrowny

- pancerniki (łącznie z tymi przebudowanymi na lotniskowce) – prowincje
  - „Yamato” (大和) – prowincja Yamato
  - „Nagato” (長門) – prowincja Nagato

- krążowniki liniowe i ciężkie krążowniki (łącznie z tymi przebudowanymi na lotniskowce) – góry
  - „Kongō” (金剛) – góra Kongō
  - „Kirishima” (霧島) – góra Kirishima

- lekkie krążowniki – rzeki
- krążowniki pomocnicze – świątynie shintō
- duże niszczyciele – pogoda (wiatry, fale, chmury, opady, pływy, Księżyc, zjawiska atmosferyczne itp)
- małe niszczyciele – rośliny, pogoda
- torpedowce – ptaki
- okręty podwodne – nadawano im numery poprzedzone literą typu okrętu (np. R 103)
- okręty zaopatrujące okręty podwodne – wieloryby
- eskortowce – wyspy
- niszczyciele typu A (od 1943) – woda, rośliny
- niszczyciele typu B (od 1943) – księżyc, wiatr, chmury, pory roku

Nazwy zapisywane bywały znakami hiragana na rufie. Ponadto, nazwy części okrętów, np. niszczycieli, zapisywane były w okresie międzywojennym na burcie dużymi znakami katakana (od lewej do prawej na lewej burcie lub od prawej do lewej na prawej burcie).